# Cipadung Kulon
Cipadung Kulon is een bestuurslaag in het regentschap Kota Bandung van de provincie West-Java, Indonesië. Cipadung Kulon telt 12.267 inwoners (volkstelling 2010).